# Алекс Рігетті
Алекс Рігетті (італ. Alex Righetti, 14 серпня 1977) — італійський баскетболіст.
Срібний призер Олімпійських Ігор 2004 року.
Бронзовий призер Чемпіонату Європи 2003 року.